# David Kato Kisule
David Kato Kisule, né le 15 février 1964 et mort assassiné le 26 janvier 2011, était un militant pour les droits des homosexuels ougandais.

## Biographie

### Famille et formation
David Kato Kisule avait un frère jumeau aîné John Mulumba Wasswa. Conformément à la tradition baganda, son frère reçut le nom de Wasswa donné au premier des garçons jumeaux, Kato étant le nom donné au second.
De 1981 à 1987, Kato suit sa scolarité au King's College Budo (en), une école secondaire du district de Wakiso près de Kampala, où furent par ailleurs formés trois des présidents ougandais. Il étudie ensuite, de 1987 à 1989, à l’Institute of Teacher Education Kyambogo et obtient un diplôme en éducation.

### Engagement en faveur des homosexuels
David Kato s'est fortement impliqué dans le mouvement des droits LGBT en Ouganda. Il a été notamment membre de Sexual Minorities Uganda (SMUG), une ONG basée à Kampala qui défend la communauté LGBT d'Ouganda.
En 2009, David Kato Kisule s’oppose à une proposition de loi du député David Bahati, tendant à l’interdiction de l’homosexualité, débattue au Parlement ougandais,.
Sa vie, comme celle d'une vingtaine d'autres personnes, est menacée en octobre 2010 à la suite de la publication, par le tabloïd ougandais Rolling Stone (en), d'un appel à « pendre » des homosexuels ougandais dont il diffuse la liste avec sa photo en couverture. Le tabloïd annonce aussi qu’il publiera les noms d’une centaine d’homosexuels ougandais.
L'affaire est portée en justice et David Kato Kisule est chargé de plaider[pas clair] pour « Sexual Minorities Uganda (SMUG) contre Rolling Stone »,. Ce journal ne pourra plus publier ni les photos ni les noms d’homosexuels, le temps du procès. Le 3 janvier 2011, le juge V. F. Kibuuka Musoke condamne Rolling Stone à cesser sa publication et à payer 1,5 million de shillings ougandais à Kato Kisule et deux autres plaignants, pour avoir violé leur droit à la vie privée.

### Mort assassiné
À la suite de son procès, il fut la cible de nombreuses menaces de violence et de mort.
Dans l'après-midi du 26 janvier 2011, David Kato Kisule est agressé dans son appartement dans la région de Mukono, 15 km à l’est de Kampala. Frappé à la tête avec un marteau, il meurt de ses blessures, que l'organisation Human Rights Watch a rapidement qualifié de crime de haine . Selon son avocat, un homme est entré chez Kato Kisule et l’a tabassé avant de prendre la fuite.
L'évènement a une résonance internationale, interrogeant sur la situation des personnes homosexuelles en Afrique. Le président des États-Unis Barack Obama va même jusqu'à réagir.
En novembre 2013, son assassin est condamné à 30 ans de prison.

### Liens
- Call Me Kuchu - documentaire sur l'homosexualité en Ouganda
- Lettre d'info Février 2011 - Centre LGBT Paris-Idf